# پناهگاه حیات وحش سلوس
پناهگاه حیات وحش سلوس یکی از بزرگترین پناهگاه‌های حیات وحش در جهان است که در جنوب تانزانیا واقع شده. نام این پارک از نام سر فردریک سلوس، شکارچی نامدار انگلیسی و حافظ محیط زیست که در جنگ جهانی اول در آن منطقه بر ضد آلمان‌ها می‌جنگید، گرفته شده است. به دلیل تنوع بسیار جانوریش و وضعیت دست‌نخورده آن، این منطقه در سال ۱۹۸۲ توسط یونسکو به عنوان یکی از میراث‌های جهانی شناخته شد.
مساحت این پناهگاه ۴۴٬۸۰۰ کیلومتر مربع است و مناطق حایل اضافه نیز دارد. درون این پناهگاه هیچ اسکان دایمی برای انسان‌ها مجاز به برپایی نیست. همه انسان‌ها و گردشگرانی که به منطقه وارد می‌شوند همراه با محافظان محیط زیست وزارت منابع طبیعی و گردشگری تانزانیا هستند.
تعدادی از جانورانی که در مناطق ساوانایی پارک زندگی می‌کنند شامل فیل، اسب آبی، سگ وحشی آفریقایی، گاومیش آفریقایی، و تمساح نیل هستند. جمعیت‌های این گونه‌ها که در این پارک موجود هستند بیشتر از تعداد آن‌ها در هر پارک ملی یا پناهگاه حیات وحش در سراسر آفریقا است.